# Phoenix (Arcade-Spiel)
Phoenix ist ein Shoot-’em-up-Arcade-Spiel der US-amerikanischen Firma Amstar Electronics aus Phoenix, Arizona, die das Spiel erstmals im Jahre 1980 an die Firmen Centuri (für den US-amerikanischen Markt) und Taito (für den japanischen Markt) lizenzierte.

## Beschreibung
Wie viele Arcade-Spiele aus dieser Zeit ist Phoenix ein Top-Down-Weltraum-Shooter. Der Spieler kontrolliert horizontal ein Raumschiff am unteren Rand des Bildschirms und kann Schüsse nach oben hin abgeben. Die Gegner kommen vom oberen Rand des Spielfeldes und bewegen sich, ebenfalls schießend, nach unten. Zusätzlich hat das Raumschiff noch einen Schutzschild.
Die Steuerung erfolgt nicht über einen Joystick, sondern nur mit vier Tasten (links, rechts, Feuer, Schild).
Phoenix war eines der ersten Arcade-Spiele (neben Galaxian), die vollkommen farbig dargestellt wurden.

## Musik
Das Spiel ist mit zwei verschiedenen Melodien unterlegt:
- Romance de Amor von einem unbekannten Komponisten
- Für Elise von Ludwig van Beethoven

## Hardware

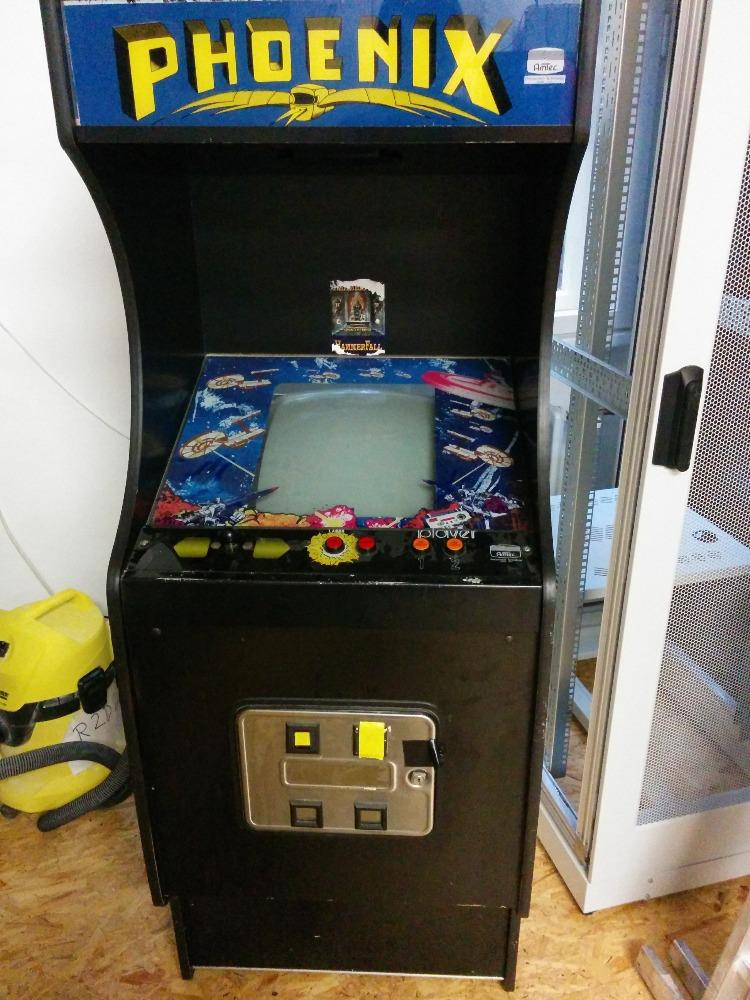
Ein 1980 hergestelltes Modell des Phoenix-Arcadeautomaten

Die meisten Phoenix-Spiele wurden in einem Standard-Centuri-Cabinet ausgeliefert. Es gab aber eine Reihe von Variationen, da das Spiel in Lizenz auch von etlichen anderen Anbietern verkauft wurde.
- CPU 8085A @ 5,5 MHz
- Audio TMS36XX @ 0,000372 MHz
- Audio Discrete @ 0,12 MHz

## Portierungen
Atari kaufte später die Rechte für Spielkonsolen an dem Spiel Phoenix. Das Imagic Spiel Demon Attack ähnelte Phoenix so sehr, dass Atari die Firma Imagic deswegen verklagte und man sich außergerichtlich einigte. Taito hat gegenwärtig die weltweiten Rechte an dem Spiel – und im Jahre 2005 wurde Phoenix auf der Xbox, PlayStation 2, PSP und dem PC als Teil der Taito Legends in den USA und Europa verkauft. In Japan veröffentlicht die Firma das Spiel in dem Paket Taito Memories II Gekan.